# Ernst Behr
 (juillet 2025).
Si vous disposez d'ouvrages ou d'articles de référence ou si vous connaissez des sites web de qualité traitant du thème abordé ici, merci de compléter l'article en donnant les références utiles à sa vérifiabilité et en les liant à la section « Notes et références ».
Wilhelm Julius Ernst Behr, né le 15 août 1869 à Köthen et décédé à l'âge de 64 ans le 14 mars 1934 à Kobé au Japon, est un entrepreneur allemand.

## Biographie
Ernst Behr est issu d'une très ancienne famille de commerçants (Spiritueux Behr) de Köthen. Il fréquente le gymnasium Ludwig jusqu'en 1888 puis se porte volontaire et intègre pendant un an le régiment d'infanterie à Halle. Il étudie ensuite la jurisprudence à l'université de Halle suivi d'un apprentissage commercial.
En 1895, la compagnie de commerce Winckler & Co., basée à Hambourg, l'emploie dans sa filiale de Kobé au Japon et il finit par devenir partenaire de la compagnie. En 1897 et 1898, il travaille pour la compagnie d'assurance Becker & Co. basée sur l'emplacement 40 à Kobé puis pour Raspe & Co. à partir de 1904.
Au cours des années, Ernst Behr fait du Japon sa nouvelle patrie et il devient un membre respecté de la communauté allemande de Kobé. De 1920 à 1922 et de 1925 à 1927, il est président du club Concordia, puis vice-président de 1928 à 1932, et devient en 1933 président de la chambre d'Industrie et de Commerce allemande de Kobé. Il est alors le représentant allemand à la chambre de commerce internationale de Kobé. En 1934, il doit cependant démissionner de toutes ses fonctions honoraires à cause d'une sérieuse maladie et meurt dans l'année.
Ernst Behr avait épousé Gladys Mabel Aki Nishikawa (1883-1954) le 2 juin 1904, une femme de père japonais et de mère anglaise. Le couple eut trois fils qui grandirent à Kobé avant d'être envoyés dans la région natale de leur père pour leur éducation. Un seul retourna vivre au Japon. 